# حصار بابل

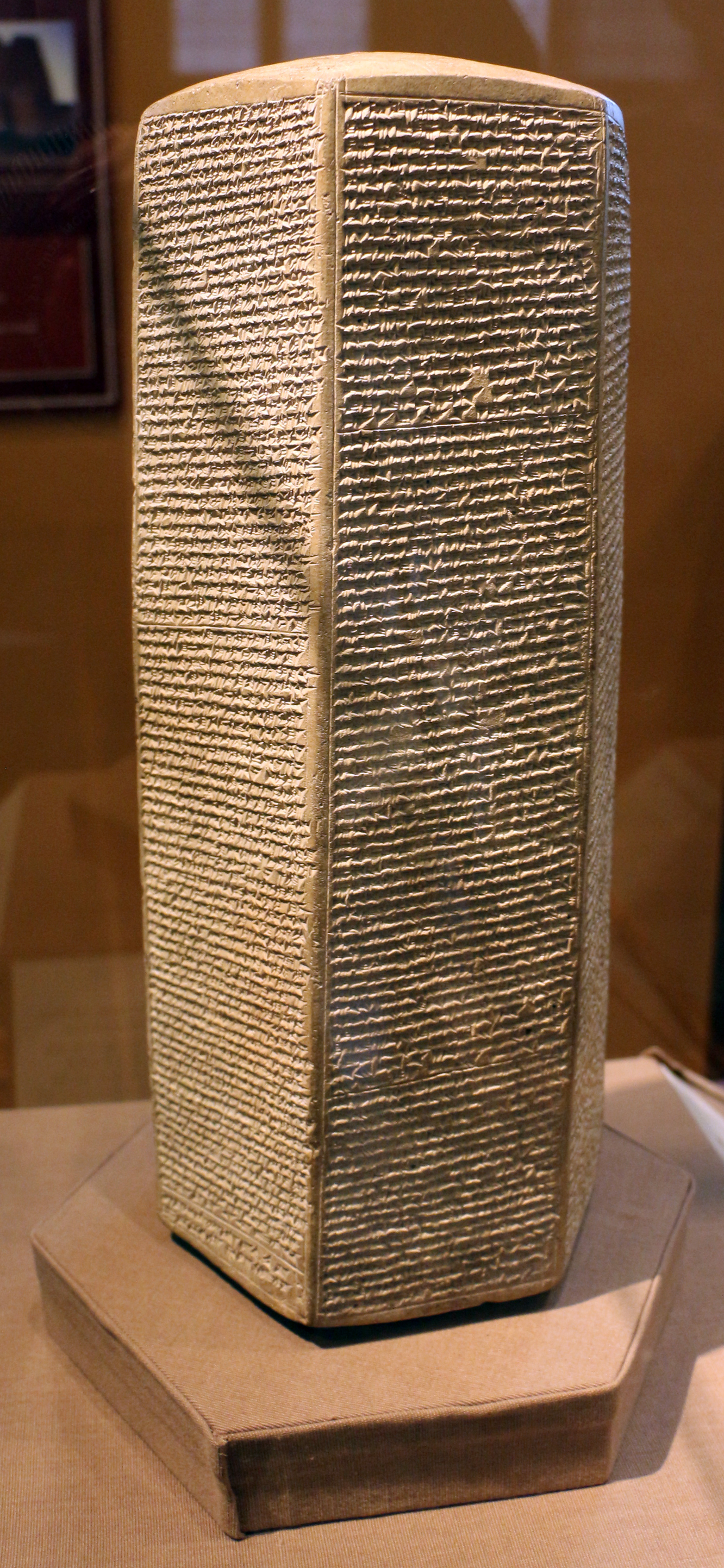
موشور سنحاريب (705–681 قبل الميلاد)، يحتوي على سجلات لحملاته العسكرية، التي بلغت ذروتها بتدمير بابل. عرضت في المعهد الشرقي في شيكاغو.

وقع حصار بابل بعد انتصار الملك الآشوري سنحاريب على العيلاميين في معركة نهر ديالى. ومع أن الأشوريين قد عانوا من خسائر فادحة في النهر، فقد ضربوا العيلاميين بحيث أصبح البابليين الآن وحدهم.

## الاعتداءات
فقد الملك سنحاريب ابنه الأكبر في الثورة وعانى أيضًا من خسائر فادحة. قبل ذلك، كانت معظم المحاولات الآشورية لمعاقبة بابل متساهلة، بسبب وجود قوي مؤيد لبابل في صفوف الحكومة الآشورية. ومع ذلك، لم يجد سنحاريب، وهو الآن رجل عجوز ليس لديه ما يخسره، أي شفقة في قلبه ونهب بابل. تم تدنيس كميات كبيرة، حتى بالمعايير الآشورية. ربما كان الدمار إلى حد كبير عاملاً في مقتل سنحاريب على يد اثنين من أبنائه بعد ثماني سنوات. لقد خلفه أحد أبنائه، آسرحدون، وسعى لتعويض بابل لتضحية والده من خلال إطلاق سراح المنفيين البابليين وإعادة بناء بابل.